# コント55号の世界は笑う
『コント55号の世界は笑う』（コントごじゅうごごうのせかいはわらう）は、1968年7月13日から1970年3月28日までフジテレビ系列局で放送された、コント55号（萩本欽一・坂上二郎）がメインの公開形式のバラエティ番組。放送時間は毎週土曜 20:00 - 20:56 (JST) 。

## 概要
本番組はコント55号にとっての初めての冠番組であると共に、芸人による冠番組として日本初となる。
1968年4月にフジテレビでスタートした平日昼のベルト番組『お昼のゴールデンショー』のレギュラーとして一躍注目を浴びる存在となったコント55号をメインに据えてスタート。主にコントを中心に、ゲストの歌手による歌と漫才師、落語家などのお笑い芸人による本芸を織り交ぜた構成は、『お昼のゴールデンショー』との関連性を強く残す形での始動であった。番組後半では55号のコントをメインに絞っていた。収録会場は新宿厚生年金会館大ホール。公開番組としては初のカラー番組で、初回からカラー収録が行われていた。
当初は主に外部作家の脚本によるコントであったが、途中から、常田を介して萩本の手に放送前に原案が渡り、それを萩本が修正するという作業を行うようになり、次第に外部作家の脚本よりも萩本自身の脚本によるコントが行われる度合いが多くなった。55号、そして製作者・作家陣との切磋琢磨の中で、「立会演説会」（別名・「机」。「忘れもしない13年前!」というフレーズで有名なコント。後年、明石家さんまらによって幾度ものリスペクトがなされている）や「当たり屋」などといった、後世に語り継がれるコントが次々と誕生。そして番組も平均視聴率30%を優に越えるという同局のドル箱番組へと成長を遂げた。
1969年10月、TBSはザ・ドリフターズをメインに起用し、同じく公開バラエティの体裁を取った『8時だョ!全員集合』を開始した。多様なゲストを起用してのコントあり、歌ありという内容で、『全員集合』の人気は放送開始から程なくして急上昇。同年末までは『全員集合』の15%前後に対して同番組は依然30%近い視聴率を維持していたが、1970年1月 - 2月にはTBSの人気ドラマのゲストを連続して起用する策を打って出たことで『全員集合』は視聴率25%前後を記録する人気番組となり、形勢は一気に逆転した。1970年春、番組は最終的に1年9か月で終了し、『コント55号のやるぞみてくれ!』へとリニューアルするも、わずか2か月で打ち切られた。なお、この番組の放送から長年にわたる土曜8時戦争が始まった。

## 番組の内容
コント55号の2人がメインのコントを演じるが、コントの途中の爆発音で2人が突然世界の別空間へ移動し、そこでまた別のコントを繰り広げるといった設定。なお、世界各地の背景は1枚の写真を1枚の大型パネルで表現した。やがて一つのテーマでコントを演じていく形態に変更した。なお、1時間丸々コントを演じるのでは無く、途中にゲストの歌や演芸を挟む形式が採られていた。当初からカラー放送で、公開録画形式で行われていた。このため、昭和60年代から平成初期にかけてはフジテレビの「テレビ30年」特番をはじめ、TBSの『テレビ探偵団』やNHK総合テレビの特集でも当時のVTRが放送されている。

## スタッフ
- プロデューサー：真杉昇
- 演出：常田久仁子
- 美術：北川勇
- 技術：中嶋渉

## テーマ曲
「世界は笑う」
- 作詞：岩城未知男／作編曲：すぎやまこういち／歌：コント55号
- キングレコードから発売された。

## ネット局
特筆の無い限り全て同時ネット。
- フジテレビ（制作局）
- 仙台放送
- テレビ静岡
- 新潟総合テレビ
- 富山テレビ（1969年4月開局時から放送）[4]
- 石川テレビ（1969年4月開局時から放送）[4]
- 長野放送（1969年4月開局時から放送）[5]
- 東海テレビ[6]
- 関西テレビ
- 広島テレビ（放送当時は日本テレビ系とフジテレビ系のクロスネット局で、土曜20:00枠が日本テレビ系同時ネット枠のため、日曜14:00から遅れネットしていた）[7]
- テレビ西日本
- 沖縄テレビ

## 出演者
- コント55号（萩本欽一・坂上二郎）
- コント0番地（いわたがん太・たんくだん吉）

ゲスト

- 鳳啓助・京唄子
- 大空みつる・ひろし
- コント・ラッキー7（関武志・ポール牧）
- 横山やすし・西川きよし
- 南州太郎　ほか

## エピソード
- 2013年8月22日にBSプレミアムで放送された特別番組「ザ・テレビっ子 60年懐かし番組大集合」で、当番組の萩本欽一と『全員集合』の加藤茶が出演し、当時を振り返った。また同番組では当番組から、前述の「立会演説会コント」や、最終回ラストで観客の一部がステージに入場するシーンが放送された。
- 1969年11月28日に、当時アメリカ施政権下だった沖縄で公開収録を実施した[8]。